# Żabno (gromada w powiecie starogardzkim)
Żabno – dawna gromada, czyli najmniejsza jednostka podziału terytorialnego Polskiej Rzeczypospolitej Ludowej w latach 1954–1972.
Gromady, z gromadzkimi radami narodowymi (GRN) jako organami władzy najniższego stopnia na wsi, funkcjonowały od reformy reorganizującej administrację wiejską przeprowadzonej jesienią 1954 do momentu ich zniesienia z dniem 1 stycznia 1973, tym samym wypierając organizację gminną w latach 1954–1972.
Gromadę Żabno z siedzibą GRN w Żabnie utworzono – jako jedną z 8759 gromad na obszarze Polski – w powiecie starogardzkim w woj. gdańskim na mocy uchwały nr 23/III/54 WRN w Gdańsku z dnia 5 października 1954. W skład jednostki weszły obszary dotychczasowych gromad Krąg, Linowiec, Okole i Żabno (bez parcel Nr Nr 1 do 3, 5, 9, 12, 13 168/22, 93, 99 do 103, 105, 108, 252/106, 253/106, 255/107, 256/107, 299/107, 379/106, 380/106, 381/106, 389/4, 417/10 do 420/10, 421/4 i 422/4) ze zniesionej gminy Starogard w tymże powiecie. Dla gromady ustalono 13 członków gromadzkiej rady narodowej.
1 stycznia 1960 gromadę zniesiono, a jej obszar włączono do gromady Kokoszkowy z siedzibą w Starogardzie Gdańskim w tymże powiecie.